# Alojz Ćurić
Alojz Ćurić, né le 13 avril 1933 à Mrkonjić Grad et mort le 31 mars 2007 à Banja Luka, était un peintre bosnien. Il a travaillé essentiellement à Banja Luka, la capitale de la république serbe de Bosnie, en Bosnie-Herzégovine.

## Biographie
Alojz Ćurić a suivi ses études secondaires à l'école technique de Banja Luka, ses parents s'étant installés dans cette ville en 1941. Il a suivi ses études de peintre sous la direction de Radenko Misević et de Hakija Kulenović à Sarajevo, prolongées par un voyage en Italie.